# Ethoxylering

Voorbeelden van ethoxylering

De ethoxylering is een organische reactie (formeel een alkoxylering) waarbij etheenoxide reageert met een organisch substraat als een (vet)zuur of een verbinding van zo'n zuur.

## Doel
Ethoxylering heeft meestal tot doel een stof beter oplosbaar in water te maken. Een voorbeeld is de ethoxylering van natriumdodecylsulfaat tot natrium-2-dodecoxyethylsulfaat, een veelgebruikte oppervlakte-actieve stof in shampoo, douchegel en huishoudelijke reinigingsmiddelen. De directe koppeling tussen de dodecylketen en sulfaat wordt vervangen door de koppeling via een ethoxygroep. Door de ethoxylering worden etherbruggen ingebouwd die de molecule wel groter maar ook beter oplosbaar in water maken. Hierdoor is natrium-2-dodecoxyethylsulfaat veel minder irriterend dan natriumdodecylsulfaat.

## Productie
In een industriële reactor wordt het substraat verwarmd en gemengd met etheenoxide. Als katalysator wordt kaliumhydroxide toegevoegd. De temperatuur wordt verhoogd tot 150°C en de druk wordt met stikstof opgevoerd tot 5 bar.

## Substraten
Naast vetzuren kunnen ook ander organische stoffen als substraat dienen, voorbeelden zijn:
- Vetalcoholen
- Aminen
- Fenolen